# Wipe-out
wipe-out（ワイプアウト）は、いしじま☆だいが開発した、ハードディスク (HDD) に記録されたデータを消去するためのツール。フリーウェアとして配布されている。

## 概要
廃棄・譲渡したHDDからの情報流出を防ぐことができる。
HDDを0や1で上書きすることでデータの消去を行う。
データが消去されたか確認することもできる。
フロッピーディスクやCD-R / RWから起動することができる。